# 李遜 (唐朝)
李遜（761年—823年），字友道，唐朝荆州石首（今湖北省石首市）人，官至刑部尚書。死後追贈為右僕射。

## 生平
李遜考中進士，被朝廷召為陽掌書記，又曾在湖南做官。因爲他很有聲望，所以他多次升任為池、濠二州的刺史。在濠州任職期間平濠州之亂。
元和初年，李遜出任衢州刺史。因爲他的政績突出，於是升任為越州刺史，兼任御史大夫、浙東都團練觀察使，为政以均贫富、扶弱抑强为己任。唐宪宗特许可以择时奏对，转任户部侍郎。元和十年，拜襄州刺史，充山南東道節度、觀察等使。入朝为京兆尹，後來皇帝叫使者去看看官員誰正直、誰奸詐，宦官上奏說李遜的不是，結果被貶太子賓客分司，又降為恩王傅。
之後他曾擔任忠武节度使、許州刺史等官職，由於他平亂時比其他軍隊先抵達，因此升任檢校吏部尚書，不久改任鳳翔節度使，又任刑部尚書。
《舊唐書》記載他在長慶三年正月死亡，終年六十三歲。朝廷廢朝一天。而根據《本草綱目》的記載，他自言被藥（水銀）害死。

## 政風
以輔助貧窮的人，抑制豪强為責。

## 家族
兄李造，早死。弟李建，字杓直，官至華州刺史、檢校尚書右僕射，比李遜早死一年。